# 거인증
거인증(巨人症)은 표준 사람보다 현저하게 높은 신장을 나타내는 병태이다.

## 같이 보기
- 말단비대증